# Pazza
Pazza (Nuts) è un film del 1987 diretto da Martin Ritt.
Rappresenta l'ultima interpretazione cinematografica di Karl Malden e anche l'ultima drammatica di Leslie Nielsen.

## Trama
Claudia Draper, una prostituta proveniente da famiglia benestante, è accusata di omicidio e rischia 25 anni di carcere. Al fine di salvarla dalla pesante condanna, i genitori si affidano a un valente legale, senza risparmiare spese, pur di farla dichiarare incapace di intendere e di volere in modo da poterla internare in un istituto di psichiatria. Ma la ragazza si sbarazza con violenta ribellione del forbito difensore, e viene affidata ad un avvocato d'ufficio, Aaron Levinsky il quale intuisce - dietro il contegno ostico dell'indesiderata cliente - un'intelligenza acuta e la capacità di collaborare alla propria difesa. Claudia agisce a prescindere da ogni possibile cavillo giudiziario, solo svelando dolorosamente, lo scabroso retroscena familiare dai toni freudiani nel quale è maturata la sua scelta di vita, e l'intollerabile pretesa del cliente che scatenò la sua micidiale reazione di difesa.